# Gunung Krueng Kieme
Gunung Krueng Kieme är ett berg i Indonesien.   Det ligger i provinsen Aceh, i den västra delen av landet, 1 700 km nordväst om huvudstaden Jakarta. Toppen på Gunung Krueng Kieme är 1 269 meter över havet.
Terrängen runt Gunung Krueng Kieme är huvudsakligen kuperad, men åt nordost är den bergig.Runt Gunung Krueng Kieme är det mycket glesbefolkat, med 4 invånare per kvadratkilometer. I omgivningarna runt Gunung Krueng Kieme växer i huvudsak städsegrön lövskog.